# Angie Dickinson
Angeline „Angie” Dickinson, születési nevén Angeline Brown (Kulm, Észak-Dakota, 1931.  szeptember 30.) kétszeres Golden Globe-díjas amerikai színésznő.

## Élete

### Származása
Római katolikus családban született az észak-dakotai Kulmban. Apja Leo Henry Brown, a helybéli Kulm Messenger és Edgeley Mail újságok kiadója és -szerkesztője, anyja Frederica Hehr volt. Angeline, becenevén Angie három leánytestvér sorában másodikként született. Családja német eredetű volt, nevüket eredetileg Braunnak írták. 1942-ben, Angie tízéves korában a család a kaliforniai Burbankbe költözött, Angie az itteni középiskolában végzett 1947-ben. Ezután Los Angelesben és Glendale-ben járt főiskolára, 1954-ben kereskedelmi oklevelet szerzett. 1952-ben feleségül ment Gene Dickinson labdarúgóhoz, ettől kezdve férjezett nevét, Angeline (Angie) Dickinsont viselte.

### Színészi pályája

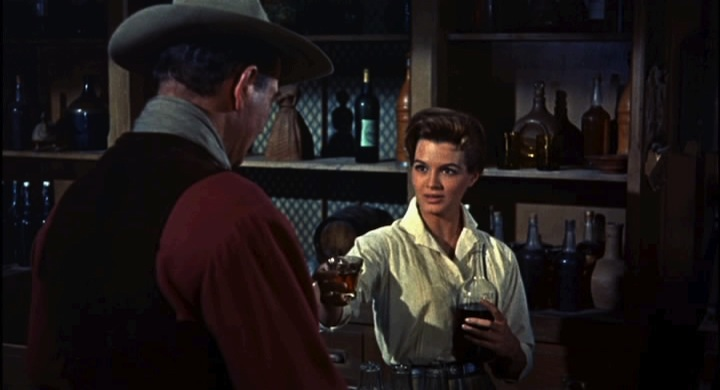
John Wayne-nel a Rio Bravóban (1959)

Első filmszerepét 22 évesen, 1953-ban játszotta el, a Lucky Me című vígjátékban, Doris Day és Phil Silvers mellett. A filmet 1954-ben mutatták be. Ezután sorra kapta a kisebb filmszerepeket, olyan sztárok mellett játszott, mint John Wayne, Rod Steiger, Roger Moore és Frank Sinatra. Ismertségét Howard Hawks rendező 1959-es Rio Bravo című klasszikus westernfilmjében szerezte, itt egy Feathers nevű lányt játszott, szerepe szerint a nála 25 évvel idősebb John Wayne szeretőjét. Alakításáért elnyerte a Golden Globe-díjat, az év színésznő felfedezettje kategóriában. Az 1960-as években már jelentős film-főszerepeket kapott komolyabb hollywoodi produkciókban, így A dicső tizenegyben (1960), a Rome Adventure-ben (1962), a Gyilkosokban (1964)  és A játéknak vége-ben (1967), a televízióban az 1965-ös népszerű Dr. Kildare sorozatban, és Terence Young rendező 1966-os A mák virága is virág című ügynök-krimijében. A televíziókban számos népszerű western- és kalandfilmben és -sorozatban vendégszerepelt, így a Gunsmoke-ban (1957), a Perry Mason-ben (1958), a The Virginian-ben (1966) és A szökevény-ben (The Fugitive, 1965).
1974–1978 között főszerepet játszott a Police Woman című rendőrfilm-sorozatban, Suzanne „Pepper” Anderson őrmestert. Az alakításért 1975-ben újabb Golden Globe-díjat nyert, ezúttal a legjobb női drámasorozat-főszereplő kategóriában. 
1978-ban is „Pepper” Anderson őrmester szerepét alakította a Ringo Star főszereplésével forgatott Ringo című filmvígjátékban is (rendező Jeff Margolis). Címszerepet alakított Steve Carver rendező 1974-es gengszterfilm-komédiájában, a Keresztmamában, majd ennek 1987-es Jim Wynorski-féle folytatásában, a Keresztmama 2.-ben is. Az 1990-es években változatos filmes műfajokban szerepelt, így Gus van Sant 1993-as Néha a csajok is úgy vannak vele című romantikus drámában, Uma Thurman mellett. Főszerepelt Geraldine Creed rendező 1996-os A nap, a hold és a csillagok című vígjátékában. A 2000-es években főleg tévésorozatokban és tévés beszélgetőműsorokban szerepelt, 2009-ben visszavonult a filmezéstől.

### Magánélete

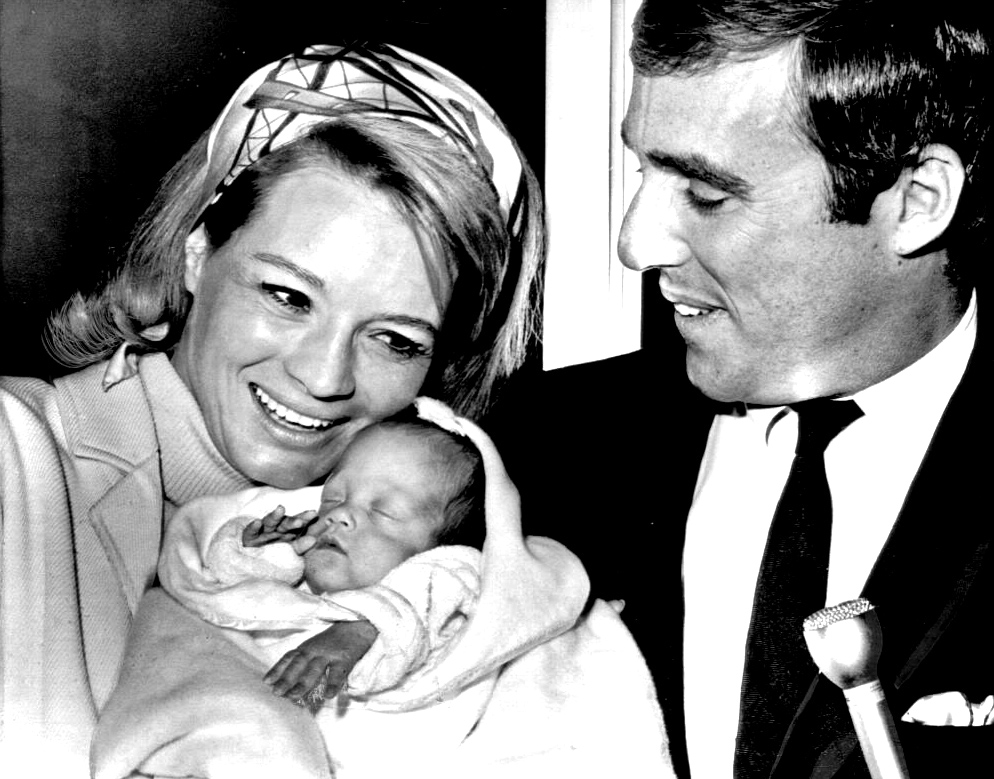
Dickinson és Bacharach újszülött gyermekükkel (1966)

1952-ben feleségül ment Gene Dickinson labdarúgóhoz. A házasság 1960-ig tartott, válás után Angie megtartotta ex-férje vezetéknevét. Második férje 1965–1981 között Burt Bacharach zenész és zeneszerző volt, Közös leányuk, Lea Nikki Bacharach 1966-ban született. Bacharach és Dickinson házasságának másfél évtizedét több válság és átmeneti szétválás színesítette. Leányuk, aki Asperger-szindrómában szenvedett, 2007 januárjában öngyilkosságot követett el. Volt férje, Burt Bacharach 2023-ban elhunyt.
Az 1980-as években Dickinsonnak viszonya volt a nála 15 évvel fiatalabb Billy Vera amerikai zenésszel, és szerepelt annak „I Can Take Care of Myself” című videóklipjében is. Az 1990-es években több éven át viszonya volt Larry King rádiós-televíziós műsorvezetővel, politikai kommentátorral. 2023-ban Dickinson bejelentette, hogy pályája kezdetétől húsz éven át viszonyt tartott fenn Frank Sinatrával, akit élete szerelmének és karizmatikus személyiségnek nevezett.
Eckhart Schmidt német filmrendező 2010-ben és 2017-ben megjelent „Marilyn Monroe – Ich möchte geliebt werden” című könyvében arról ír, hogy John F. Kennedy elnök Marilyn Monroe, Hedy Lamarr, Susan Hayward, Joan Crawford és Olivia de Havilland mellett Angie Dickinsonnal is szerelmi viszonyt folytatott.

## Főbb filmszerepei
- 1954: Lucky Me; névtelen vendég a fogadáson
- 1952: Death Valley Days, tévésorozat; Ayoka / Connie / Sabina
- 1955: A pisztolyos férfi (Man with the Gun); Kitty
- 1956: Gun the Man Down; Janice
- 1956: The Black Whip; Sally Morrow
- 1957: Shoot-Out at Medicine Bend; Priscilla King
- 1957: China Gate; Lucky Legs
- 1957: Calypso Joe; Julie stewardess
- 1957: Meet McGraw; tévésorozat; Lisa Parish / Mary Gaan
- 1958: Cry Terror!; Eileen Kelly
- 1959: Rio Bravo; Feathers
- 1960: I’ll Give My Life / The Unfinished Task; Alice Greenway Bradford
- 1960: The Bramble Bush; Fran
- 1961: A dicső tizenegy (Ocean’s Eleven); Beatrice Ocean
- 1961: A Fever in the Blood; Cathy Simon
- 1961: Rachel Cade bűnei (The Sins of Rachel Cade); Rachel Cade
- 1962: Jessica; Jessica Brown Visconti
- 1962: Rome Adventure; Lyda Kent
- 1963: Captain Newman, M.D.; Francie Corum hadnagy
- 1964: Gyilkosok (Killers); Sheila Farr
- 1965: The Man Who Bought Paradise; tévéfilm; Ruth Paris
- 1962–1965: The Alfred Hitchcock Hour; tévésorozat; Ariane Shaw / Janet West
- 1961: Dr. Kildare; tévésorozat; Carol Tredman
- 1966: Üldözők (The Chase); Ruby Calder
- 1966: Az óriás árnyéka (Cast a Giant Shadow); Emma Marcus
- 1966: A mák virága is virág (Poppies Are Also Flowers); tévéfilm; Linda Benson
- 1967: A játéknak vége (Point Blank); Chris
- 1968: A Case of Libel; tévéfilm; Anita Corcoran
- 1969: Sam Whiskey; Laura Breckenridge
- 1969: Az ifjú Billy Young (Young Billy Young); Lily Beloit
- 1970: The Love War; tévéfilm; Sandy
- 1971: Lányok, csak szép sorjában! (Pretty Maids All in a Row); Miss Smith
- 1971: Thief; tévéfilm; Jean Melville
- 1971: The Resurrection of Zachary Wheeler; Dr. Layle Johnson
- 1971: See the Man Run; tévéfilm; Joanne Taylor
- 1972: Meghalt egy ember (Un homme est mort); Jackie Kovacs
- 1973: The Norliss Tapes; tévéfilm; Ellen Sterns Cort
- 1974: Pray for the Wildcats; tévéfilm; Nancy McIlvain
- 1974: Keresztmama (Big Bad Mama); Wilma McClatchie
- 1977: A Sensitive, Passionate Man; tévéfilm; Marjorie „Margie” Delaney
- 1974–1978: Police Woman; tévésorozat; Suzanne „Pepper” Anderson őrmester
- 1978: Ringo; tévéfilm; Suzanne „Pepper” Anderson őrmester
- 1978: Overboard; tévéfilm; Lindy Garrison
- 1978: Pearl; tévé-minisorozat; Midge Forrest
- 1979: Egy dühös ember (L’homme en colère);
- 1979: The Suicide’s Wife; tévéfilm; Diana Harrington
- 1979: Aranyásók Alaszkában (Klondike Fever); Belinda McNair
- 1981: Gyilkossághoz öltözve (Dressed to Kill); Kate Miller
- 1981: Charlie Chan és a sárkánykirálynő átka (Charlie Chan and the Curse of the Dragon Queen); a sárkánykirálynő
- 1981: Vadászat életre-halálra (Death Hunt); Vanessa McBride
- 1981: Dial „M” for Murder; tévéfilm; Margot Wendice
- 1982: Cassie & Co.; tévésorozat; Cassie Holland
- 1982: One Shoe Makes It Murder; tévéfilm; Fay Reid
- 1984: Jealousy; tévéfilm; Georgia / Laura / Ginny
- 1984: A Touch of Scandal; Katherine Gilvey
- 1985: Hollywood Wives; tévé-minisorozat; Sadie LaSalle
- 1987: Stillwatch; tévéfilm; Abigail Winslow
- 1987: Police Story: The Freeway Killings; tévéfilm; Anne Cavanaugh rendőrtiszt
- 1987: Keresztmama 2. (Big Bad Mama II); Wilma McClatchie
- 1988: A texasi vonatrablás (Once Upon a Texas Train); tévéfilm; Maggie
- 1989: Lángeső (Fire and Rain); tévéfilm; Beth Mancini
- 1989: Elsőrendű célpont (Prime Target); tévéfilm; Kelly Mulcahaney őrmester
- 1989: Kojak: Végzetes vonzalmak; tévéfilm; Carolyn Payton
- 1992: Treacherous Crossing; tévéfilm; Beverly Thomas
- 1993: Vad pálmák (Wild Palms), tévé-minisorozat; Josie Ito
- 1993: Néha a csajok is úgy vannak vele (Even Cowgirls Get the Blues); Miss Adrian
- 1995: Őrjítő (The Maddening); Georgina Scudder
- 1995: Sabrina; Ingrid Tyson
- 1996: Emlékezés (Remembrance); tévéfilm; Margaret Fullerton
- 1996: A nap, a hold és a csillagok (The Sun, the Moon and the Stars); Abbie McGee
- 1997: A bűnös áldozat (Deep Family Secrets); Rénee Chadway
- 1997: Gengszterápia (The Don’s Analyst); tévéfilm; Victoria Leoni
- 1997: Halálbiztos diagnózis (Diagnosis Murder); tévésorozat; Cynthia Pike százados
- 1999: Csókkal megpecsételve (Sealed with a Kiss); tévéfilm; Lucille Ethridge
- 2000: Az utolsó producer (The Last Producer); Poker Player
- 2000: Tuti duók (Duets); Blair
- 2000: A jövő kezdete (Pay It Forward); Grace
- 2004: Mindörökké Elvis (Elvis Has Left the Building); Bobette
- 2004: Amynek ítélve (Judging Amy); tévésorozat; Evelyn Worth
- 2009: Közeli messzeség ( Mending Fences); tévéfilm; Ruth Hanson

## Elismerései, díjai
- 1975, 1976, 1977 – Jelölés Emmy-díjra a legjobb női főszereplőnek (drámasorozat), a Police Woman-ben nyújtott alaktásáért.
- 1960 – Golden Globe-díj az év színésznő felfedezettjének (elnyerte)
- 1975 – Golden Globe-díj a legjobb női főszereplőnek (drámasorozat) (elnyerte)
- 1976, 1977, 1978 – Jelölés Golden Globe-díjra a legjobb női főszereplőnek (drámasorozat)
- 1980 – Szaturnusz-díj a legjobb női főszereplőnek (Gyilkossághoz öltözve, elnyerte)
- 1987 – Csillag a Hollywood Walk of Fame-en, televíziós életművéért.

## További információ
- Angie Dickinson a PORT.hu-n (magyarul)
- Angie Dickinson az Internetes Szinkronadatbázisban (magyarul)
- Angie Dickinson az Internet Movie Database-ben (angolul)
- Angie Dickinson a Rotten Tomatoeson (angolul)
- Angie Dickinson az AlloCiné weboldalán (franciául)
- Angie Dickinson (angol nyelven). famousfix.com. (Hozzáférés: 2024. június 20.)
- Angie Dickinson (német nyelven). Filmdienst.de
- Angie Dickinson (magyar nyelven). MAFAB.hu